# Заручник (фільм, 2005)
«Зару́чник» (англ. «Hostage») — американсько-німецька кримінальна драма режисера Флорана Еміліо Сірі, що вийшла 2005 року. У головних ролях Брюс Вілліс, Кевін Поллак. Стрічку знято на основі однойменного роману.
Сценаристом був Даґ Річардсон, продюсерами були Марк Ґордон, Брюс Вілліс та інші. Вперше у США фільм продемонстрували 11 березня 2005 року. В Україні у кінопрокаті прем'єра фільму відбулась 21 квітня 2005 року.

## Сюжет
Дефф Таллі — офіцер спецзагону SWAT — спеціалізується на веденні перемовин зі злочинцями. Проте після останнього завдання, що було провалено, Джефф вирішив перебратися у маленьке містечко на нову роботу і відпочити від метушні. Згодом на його окрузі стається викрадення людини, а Джефф передає справу в окружний департамент, не бажаючи брати участь у справі. Але його сім'ю також взяли у заручники.

## У ролях
| Актор          | Персонаж                                                | Роль                            |
| -------------- | ------------------------------------------------------- | ------------------------------- |
| Брюс Вілліс    | Джефф Таллі (англ. Jeff Talley)                         | колишній офіцер спецзагону SWAT |
| Кевін Поллак   | Волтер Сміт (англ. Walter Smith)                        | заручник                        |
| Джиммі Беннетт | Томмі Сміт (англ. Tommy Smith)                          | син Волтера                     |
| Мішель Горн    | Дженніфер Сміт (англ. Jennifer Smith)                   | донька Волтера                  |
| Бен Фостер     | Маршал «Марс» Крупчек (англ. Marshall "Mars" Krupcheck) | один із нападників              |
| Джонатан Такер | Денніс Келлі (англ. Dennis Kelly)                       | один із нападників              |
| Маршалл Оллмен | Кевін Келлі (англ. Kevin Kelly)                         | один із нападників              |
| Кім Коутс      | Сторож / Глен Хоуелл (англ. The Watchman / Glen Howell) |                                 |
| Роберт Неппер  | Вілл Беклер (англ. Wil Bechler)                         |                                 |
| Румер Вілліс   | Аманда Теллі (англ. Amanda Talley)                      |                                 |

## Сприйняття

### Критика
Фільм отримав змішано-позитивні відгуки: Rotten Tomatoes дав оцінку 35 % на основі 155 відгуків від критиків (середня оцінка 5/10) і 63 % від глядачів із середньою оцінкою 3,3/5 (211,465 голосів). Загалом на сайті фільми має змішаний рейтинг, фільму зарахований «гнилий помідор» від кінокритиків, проте «попкорн» від глядачів, Internet Movie Database — 6,6/10 (78 420 голосів), Metacritic — 44/100 (33 відгуки критиків) і 6,5/10 від глядачів (55 голосів). Загалом на цьому ресурсі від критиків фільм отримав змішані відгуки, а від глядачів — позитивні.

### Касові збори
Під час показу у США, що розпочався 11 березня 2005 року, протягом першого тижня фільм був показаний у 2,123 кінотеатрах і зібрав 10,214,734 $, що на той час дозволило йому зайняти 4 місце серед усіх прем'єр. Показ фільму протривав 105 днів (15 тижнів) і завершився 23 червня 2005 року. За цей час фільм зібрав у прокаті у США 34,639,939  доларів США (за іншими даними 34,636,443 $), а у решті світу 43,304,786  доларів США (за іншими даними 43,000,000 $), тобто загалом 77,944,725   доларів США (за іншими даними 77,636,443 $) при бюджеті 75 млн $ (за іншими даними 52 млн $).

### Нагороди і номінації[10]
| Рік  | Нагорода              | Категорія               | Номінант                   | Результат |
| ---- | --------------------- | ----------------------- | -------------------------- | --------- |
| 2005 | Golden Trailer Awards | Найкращий трилер        | стрічка                    | Номінація |
| 2005 | World Stunt Awards    | Найкращий трюк з вогнем | Дейл Ґібсон, Ґюнтер Саймон | Номінація |

### Виноски
1. 1 2  Hostage: Release Info (англ.). Internet Movie Database. Архів оригіналу за 18 серпня 2013. Процитовано 25 грудня 2013.
2. 1 2  Заручник (англ.). Kino-teatr.ua. Архів оригіналу за 24 грудня 2013. Процитовано 25 грудня 2013.
3. 1 2 3 4 5 6  Hostage (англ.). The Numbers. Архів оригіналу за 27 грудня 2013. Процитовано 25 грудня 2013.
4. 1 2 3  Hostage (англ.). Internet Movie Database. Архів оригіналу за 23 грудня 2013. Процитовано 25 грудня 2013.
5. 1 2 3  Hostage (англ.). Box Office Mojo. Архів оригіналу за 30 жовтня 2013. Процитовано 25 грудня 2013.
6. ↑  Hostage (англ.). AllMovie. Архів оригіналу за 22 лютого 2014. Процитовано 25 грудня 2013.
7. 1 2  Hostage: Full Cast & Crew (англ.). Internet Movie Database. Архів оригіналу за 13 серпня 2015. Процитовано 25 грудня 2013.
8. ↑  Hostage (англ.). Rotten Tomatoes. Архів оригіналу за 12 грудня 2016. Процитовано 25 грудня 2013.
9. ↑  Hostage (англ.). Metacritic. Архів оригіналу за 16 квітня 2014. Процитовано 25 грудня 2013.
10. ↑  Hostage: Awards (англ.). Internet Movie Database. Архів оригіналу за 17 лютого 2021. Процитовано 25 грудня 2013.